# Mariano d'Ayala
Pour les articles homonymes, voir Ayala.
Mariano d'Ayala né Mariano Giuseppe Giovanni D'Ayala (14 juin 1808, Messine - 26 mars 1877, Naples) est un militaire, homme politique et écrivain italien. Il fut Intendant de l'Abruzze ultérieure (1847), ministre de la Guerre de Toscane, sénateur du royaume d'Italie (1876), commandeur de l'ordre des Saints-Maurice-et-Lazare et commandeur de l'ordre de la Couronne d'Italie.

## Biographie
Mariano d'Ayala naît à Messine le 14 juin 1808 de Raimondo d'Ayala, lieutenant colonel d'artillerie au service des Bourbons, et de Rosaria Ragusi.
Il étudie à l'École militaire Nunziatella à Naples et en sort en 1828 avec le grade d'Alfiere. Il fut dès son jeune âge fidèle aux Bourbons-Sicile et, grâce à ses qualités d'enseignement, il devient professeur à la Nunziatella. Pourtant, il est suspecté, en particulier en raison de ses idées libérales et à cause de cela il doit abandonner son poste de professeur en 1843 avant d'être arrêté deux fois pour conspiration contre le gouvernement bourbonien, en 1844 et en 1847. En 1848, le gouvernement constitutionnelle de Carlo Troja le nomme Intendant de l'Abruzze ultérieure dont la capitale est la ville de L'Aquila. À la suite d'un coup de force de Ferdinand II le 15 mai 1848, le ministère de Troja est remplacé par un ministère réactionnaire. D'Ayala s'exile donc en Toscane.
À Florence, il participe au gouvernement de Francesco Domenico Guerrazzi et il devient ministre de la Guerre. Il part ensuite pour Turin en 1852 et pour Naples en 1860 où il commande la Garde nationale. Le 15 mai 1876, il est nommé sénateur du royaume d'Italie.
Franc-maçon, les 21 et 22 juin 1867 il représente la  Loge "Bandiera e Moro" de Florence a l'Assemblée constitutive de Naples.
D'Ayala meurt à Naples le 26 mars 1877. En septembre 1840, il avait épousé Giulia Costa et en 1843 était né son premier fils : Alfredo D'Ayala.

## Distinctions
- Commandeur de l'ordre des Saints-Maurice-et-Lazare.
- Commandeur de l'ordre de la Couronne d'Italie.

## Sources
- (it) Cet article est partiellement ou en totalité issu de l’article de Wikipédia en italien intitulé « Mariano d'Ayala » (voir la liste des auteurs).
- Camillo Manieri Riccio, «Mariano d'Ayala». Dans : Regia Deputazione napoletana di storia patria, Società napoletana di storia patria, Archivio storico per le province napoletane, Anno III, fascicolo IV, p. 838-843, 1878 (on-line).
- (it) Giovanni Di Peio, «AYALA, Mariano d'». In: Dizionario Biografico degli Italiani, Vol. IV, Rome : Istituto dell'Enciclopedia Italiana, 1962.